# Shasta (langue)
Pour les articles homonymes, voir Shasta.
Le shasta est une langue amérindienne  de la famille des langues shastanes parlée aux États-Unis, dans l'extrême Nord de la Californie. La langue est éteinte.

## Situation sociolinguistique
Il ne restait que 12 personnes se déclarant de l'ethnie shasta au recensement américain de 1990. 
La langue a survécu jusqu'en 1978, année du décès de Clara Wicks, la dernière personne à parler couramment le shasta. La plupart des descendants des Shasta se considèrent aujourd'hui comme faisant partie de la tribu karuk, et ce faisant, considèrent le karuk comme leur langue ancestrale.

## Variétés
Les Shastas étaient traditionnellement répartis en quatre groupes qui correspondaient sans doute à des différences dialectales :
- Les ikirakáccu, « gens de l'arrière », les Shastas de l'Oregon
- Les iruhikwá:cu, « gens en amont de la rivière », les Shastas de la rivière Klamath
- Les uwá:tuhúccu, « gens de l'autre côté », les Shastas de Scott Valley
- Les ahútireʔe:cu, « gens de l'espace ouvert », les Shastas de Shasta Valley[3].

## Phonologie
Les tableaux présentent la phonologie du shasta, les voyelles et les consonnes.

### Voyelles
|         | Antérieure    | Centrale      | Postérieure   |
| ------- | ------------- | ------------- | ------------- |
| Fermée  | i [i] iː [iː] |               | u [u] uː [uː] |
| Moyenne | e [e] eː [eː] |               |               |
| Ouverte |               | a [a] aː [aː] |               |

### Consonnes
|               |               | Bilabiale | Dentale | Alvéolaire | Palatale | Vélaire | Glottale |
| ------------- | ------------- | --------- | ------- | ---------- | -------- | ------- | -------- |
| Occlusives    | Sourdes       | p [p]     | t [t]   |            |          | k [k]   | ʔ [ʔ]    |
| Occlusives    | Glottales     | pʼ[pʼ]    | tʼ[tʼ]  |            |          | kʼ [kʼ] |          |
| Fricatives    | Fricatives    |           | s [s]   |            |          | x [x]   | h [h]    |
| Affriquées    | Sourdes       |           |         | c [t͡s]     | č [t͡ʃ]   |         |          |
| Affriquées    | Glottales     |           |         | cʼ [t͡sʼ]   | čʼ [t͡ʃʼ] |         |          |
| Nasales       | Nasales       | m [m]     | n [n]   |            |          |         |          |
| Liquides      | Liquides      |           | r [r]   |            |          |         |          |
| Semi-voyelles | Semi-voyelles | w [w]     |         |            | y [j]    |         |          |

- Allophones :
  - Les consonnes peuvent être longues :
    - swáppiːma je jette - kwíccik il boit - ʔaččúpxa aigle chauve - ʔáxxir - bile